# Клуб весёлых и находчивых
КВН («Клуб весёлых и нахо́дчивых») — телевизионные юмористические игры, в которых команды различных коллективов (учебных заведений, вузов, предприятий, городов и так далее) соревнуются в юмористических ответах на заданные вопросы, импровизациях на заданные темы, разыгрывании заранее заготовленных сцен и тому подобного.

## История

### «Вечер весёлых вопросов»
Прообразом КВН была передача «Вечер весёлых вопросов», организованная журналистом Сергеем Муратовым по образцу чехословацкой передачи «Гадай, гадай, гадальщик» (чеш. Hádej, hádej, hadači). В передаче «Вечер весёлых вопросов», выходившей в 1957 году, телезрители отвечали на вопросы ведущих, причём особенно приветствовался юмор. Ведущими были композитор Никита Богословский и актриса Маргарита Лифанова. Во втором выпуске к ним присоединились Марк Розовский и Альберт Аксельрод. Идея была совершенно новой для того времени. Впервые в советской телепередаче участвовали не только ведущие, но и зрители. К тому же «Вечер» шёл в прямой трансляции. Производила передачу «Фестивальная редакция ЦТ», первая на советском телевидении молодёжная редакция, основанная Сергеем Муратовым в 1956 году.
«Вечер весёлых вопросов» пользовался большой популярностью, но вышел в эфир всего три раза. Вторая передача вышла под названием «Второй вечер весёлых вопросов», третья — «Вновь вечер весёлых вопросов». На ней был обещан приз всем, кто приедет в студию в шубе, шапке и валенках (дело было летом) и с газетой за 31 декабря прошлого года. Эфир вёлся из клуба МГУ. Ведущий передачи, композитор Никита Богословский, забыл упомянуть о газете. Разумеется, зимняя одежда была практически у всех телезрителей. Приехали и ворвались в студию толпы людей в шубах и валенках, смели милиционеров, начался полный хаос. Трансляцию прекратили, но передачу ничем не заменили. До конца вечера телевизоры показывали заставку «Перерыв по техническим причинам». Передачу и редакцию закрыли.
Закрытое постановление ЦК КПСС по поводу «ВВВ» опубликовано лишь несколько лет назад (согласно учебнику «Телевизионная журналистика» под ред. А. Я. Юровского, Москва, 2005).

### КВН (1961—1972)
Через четыре года, 8 ноября 1961 года, заведующая отдела редакции программ для молодежи Центрального телевидения Елена Гальперина встретила в редакции Сергея Муратова и попросила придумать что-то в духе «Вечера весёлых вопросов», под её личную ответственность. Трое авторов: журналист Сергей Муратов, худрук и, по совместительству, режиссёр театра МГУ «Наш дом» Альберт Аксельрод, и начальник цеха на Московском электроламповом заводе, инженер Михаил Яковлев принялись за создание новой телевизионной передачи. Вскоре была разработана концепция и придумано название «КВН» в честь марки телевизора «КВН-49». Аббревиатуру расшифровали как «Клуб весёлых и находчивых». Первое время постоянного ведущего КВН не было (несколько первых выпусков провела актриса Наталья Фатеева) и лишь в начале 1963 года ведущим стал Альберт Аксельрод. Тогда же в пару к нему была приглашена диктор передач Центрального телевидения Светлана Жильцова. Трио авторов работало над сценариями выпусков КВН до 1964 года.
Когда Альберт Аксельрод покинул программу в 1964 году, Сергей Муратов и Михаил Яковлев покинули КВН вместе с ним. Главным кандидатом на роль соведущего Светланы Жильцовой был капитан команды МИИТ Павел Контор, который отказался, но порекомендовал кандидатуру своего друга — Александра Маслякова. Новый тандем ведущих успешно работал вплоть до закрытия передачи 5 августа 1972 года.
Заставкой к передаче КВН в те годы служила песня «Берите в руки карандаш» в исполнении Олега Анофриева. Производила передачу Молодёжная редакция Центрального телевидения. Клуб весёлых и находчивых, как и «Вечер весёлых вопросов», пользовался огромной популярностью. По всей стране возникло КВН-движение: игры устраивались в школах, пионерских лагерях и т. д.
В 1965 году авторы-создатели КВН написали книгу «Клуб весёлых и находчивых», в которой подробно описали, что есть КВН, и предоставили инструкции и сценарии для всех желающих организовать соревнования КВН в своём городе/посёлке/вузе и т. д.

Когда четыре года назад мы предложили Центральному телевидению игру КВН, никто, конечно, не ожидал, что в этой игре окажется так много участников. Никто тогда не предполагал, что Клуб веселых и находчивых выйдет за рамки голубого экрана телевизора и шагнёт на заводы, в совхозы, школы и воинские части. По системе КВН сегодня соревнуются между собой институты и дома культуры, села и даже целые города.
— А. Аксельрод, С. Муратов, М. Яковлев. «Клуб веселых и находчивых», 1965 год.
Отборочные турниры КВН проходили в вузах по всей стране, на телевидение попадали лучшие команды.
Поскольку команды часто иронизировали над советской действительностью или идеологией, с какого-то момента их стали передавать не в прямой трансляции, а в записи, и сомнительные с идеологической точки зрения шутки вырезали. Передача раздражала руководителя центрального телевидения Сергея Лапина, и вскоре ею стал заниматься КГБ. Цензура со временем становилась всё более жёсткой, вплоть до того, что на сцену нельзя было выходить с бородой (это считалось насмешкой над Карлом Марксом). В конце 1971 года, после разбирательств Лапина с Муратовым, передачу закрыли, что явилось одним из признаков наступившего в стране застоя.
С 1961 по 1963 год игры КВН проходили в Студии Б на Шаболовке. Однако в 1963 году организаторы согласились перейти на новую площадку, и 30 декабря того же года состоялась первая съёмка передачи в Московском телевизионном театре (ДК МЭЛЗ). Зрительный зал тогда делился на три части: студенты двух вузов двух соревнующихся команд и коллегия жюри. Зрители наблюдали за разворачивающимся действом по телевизору: сначала в прямом эфире, а с 1971 года — в записи.

### Возрождение КВН в 1986 году
25 мая 1986 года, в начале Перестройки, передача была возобновлена. Инициатором выступили капитан команды КВН МИСИ 1960-х годов, заведующий отдела Молодёжной редакции Центрального телевидения Андрей Меньшиков и член команды «Одесские трубочисты», поэт Борис Салибов. После возрождения основателей КВН пригласили сначала в жюри, а затем — в качестве почётных гостей.
Вести возрождённый КВН пригласили прежний тандем: Жильцову и Маслякова. Однако Светлана Алексеевна возвращаться в эфир отказалась, и Александр Васильевич стал вести передачу один. Первый ведущий программы, Альберт Аксельрод, предложил Маслякову свой имидж, но тому эта идея не понравилась.
Сменилась и песня. Вместо привычного для передачи 60-х годов голоса Олега Анофриева звучит песня-заставка, придуманная Борисом Салибовым — «Мы начинаем КВН». Через несколько выпусков команды достигли столь же высокого уровня и популярности, что и КВН 1960-х годов.
Передача стала одним из символов того времени. Снова возникло движение КВН, причём игры устраиваются в Западной Европе (Западно-Европейская лига КВН), Израиле и США. В дальнейшем, уже после распада СССР, проводятся (с ошеломляющим успехом) первая международная игра СНГ — Израиль (1992, Москва) и даже чемпионат мира между командами СНГ, США, Израиля и Германии (1994, Израиль). КВН становится одной из самых популярных российских телепередач.
С 1986 по 1988 год все телепередачи КВН производятся главной редакцией программ для молодёжи Центрального телевидения. С конца 1988 года по 1990 год передачи производились Центральным телевидением и творческим производственным объединением «Игра — Техника» (с 1989 года — «Интелекс») под руководством Михаила Лесина. В 1990 году Александр Масляков основал Телевизионное творческое объединение «АМиК» («Александр Масляков и компания»), которое стало заниматься непосредственным производством передачи.
Первые игры после возрождения телевизионного КВН проходили в Актовом зале МИСИ. Начиная с полуфиналов 1988 года (в рамках сезона 1987/1988) и до четвертьфиналов 2002 года игры принимал Московский дворец молодёжи. Осенью 2002 года КВН «переехал» в Центральный Академический театр Российской армии, где по сей день проводятся игры Высшей лиги.
С 1986 года по 27 апреля 2003 года телевизионные версии игр Высшей лиги завершались демонстрацией титров с указанием всей съёмочной группы.

### 90-е годы
С 1997 года, помимо съёмок игр, стали проводиться дополнительные концерты КВН, билет на который мог приобрести любой желающий. Только в 2006 году у поклонников игры появилась возможность попасть непосредственно на телесъёмку.

### 2010-е — настоящее время
В 2013 году открылся «Дом КВН» — ММЦ «Планета КВН», в котором на данный момент проходят съёмки телевизионной Премьер-лиги, игры Лиги Москвы и Подмосковья, а также другие спецпроекты КВН.
В 2017 году вышел документальный фильм Инны Ткаченко «КВН: свидетельство о рождении», рассказывающий о создании, первых годах жизни и авторах КВН: Сергее Муратове, Альберте Аксельроде и Михаиле Яковлеве. В 2018 году вышел полнометражный художественный фильм Ильи Аксёнова (команда КВН «Сега Мега Драйв 16 бит») «КВНщики» о жизни команды КВН и её членов.
В середине марта 2017 года был опубликован обобщённый отчёт прибалтийского центра стратегических коммуникаций НАТО (англ. NATO Strategic Communications Centre of Excellence), значительная часть которого была посвящена программе КВН. В данном отчёте группа из шести исследователей рассматривала КВН не только как телевизионное шоу, коммерческий продукт или бизнес-модель, но и как инструмент геостратегического влияния Кремля. По мнению создателей отчёта, коммерческое шоу КВН является одним из методов, с помощью которого Москва продвигает свои геополитические интересы в международном информационном пространстве.
8 сентября 2024 года после продолжительной болезни скончался бывший руководитель и ведущий КВН Александр Васильевич Масляков, отошедший от роли ведущего программы по состоянию здоровья. В январе 2025 года президентом Международного союза КВН стал глава «Первого канала» Константин Эрнст.

## Чемпионы КВН (1961—1972)
| Сезон     | Город          | Команда/вуз                                             |
| --------- | -------------- | ------------------------------------------------------- |
| 1961/1962 | Москва         | Московский инженерно-строительный институт (МИСИ)       |
| 1962/1963 | Москва         | Московский физико-технический институт (МФТИ)           |
| 1963/1964 | Москва         | Московский горный институт (МГИ)                        |
| 1964/1965 | Фрязино        | Команда КВН г. Фрязино (Московская обл.)                |
| 1965/1966 | Горький        | Команда КВН «Волга-66»                                  |
| 1966/1967 | Одесса, Москва | «Одесские трубочисты» и ММИ                             |
| 1967/1968 | Баку           | «Парни из Баку»                                         |
| 1968/1969 | Рига           | Рижский институт инженеров гражданской авиации (РКИИГА) |
| 1969/1970 | Баку           | «Парни из Баку»                                         |
| 1970/1971 | Минск          | Белорусский политехнический институт (БПИ)              |
| 1971/1972 | Одесса         | «Деловые люди» (ОИНХ)                                   |

## Чемпионы КВН (с 1986)
| Год     | Команда                          | Город                    | ВУЗ      |
| 1986/87 | Одесские джентльмены             | Одесса                   | ОГУ      |
| 1987/88 | НГУ                              | Новосибирск              | НГУ      |
| 1989    | ХВВАИУ                           | Харьков                  | ХВВАИУ   |
| 1990    | Одесские джентльмены             | Одесса                   | ОГУ      |
| 1991    | НГУ                              | Новосибирск              | НГУ      |
| 1992    | Парни из Баку                    | Баку                     |          |
| 1992    | ЕрМИ                             | Ереван                   | ЕрМИ     |
| 1993    | НГУ                              | Новосибирск              | НГУ      |
| 1994    | ЕрМИ                             | Ереван                   | ЕрМИ     |
| 1995    | Эскадрон гусар                   | Москва                   | СГУ      |
| 1995    | ХАИ                              | Харьков                  | ХАИ      |
| 1996    | Махачкалинские бродяги           | Махачкала                | ДагГУ    |
| 1997    | Новые армяне                     | Ереван                   |          |
| 1997    | Запорожье — Кривой Рог — Транзит | Запорожье — Кривой Рог   | ЗГМИ     |
| 1998    | Дети лейтенанта Шмидта           | Томск                    |          |
| 1999    | БГУ                              | Минск                    | БГУ      |
| 2000    | Уральские пельмени               | Екатеринбург             | УГТУ-УПИ |
| 2001    | БГУ                              | Минск                    | БГУ      |
| 2002    | УЕздный город                    | Челябинск — Магнитогорск |          |
| 2003    | Утомлённые солнцем               | Сочи                     | СГУТиКД  |
| 2004    | Сборная Пятигорска               | Пятигорск                |          |
| 2005    | Нарты из Абхазии                 | Сухум                    | АГУ      |
| 2005    | Мегаполис                        | Москва                   | РГТЭУ    |
| 2006    | РУДН                             | Москва                   | РУДН     |
| 2007    | Обычные люди                     | Москва                   | МЭИ      |
| 2008    | МаксимуМ                         | Томск                    | ТГУ      |
| 2009    | ПриМа                            | Курск                    | КГТУ     |
| 2010    | Сборная Краснодарского края      | Армавир — Брюховецкая    |          |
| 2011    | СОК                              | Самара                   |          |
| 2012    | Триод и Диод                     | Смоленск                 | СФ МЭИ   |
| 2013    | ГородЪ ПятигорскЪ                | Пятигорск                |          |
| 2014    | Союз                             | Тюмень                   |          |
| 2015    | Сборная Камызякского края        | Астрахань                |          |
| 2016    | Азия MIX                         | Бишкек                   |          |
| 2017    | Спарта                           | Астана                   |          |
| 2018    | Вятка                            | Киров                    |          |
| 2018    | Раисы                            | Иркутск                  |          |
| 2019    | Так-то                           | Красноярск               | СФУ      |
| 2020    | Сборная «Татнефти»               | Альметьевск              |          |
| 2020    | Русская дорога                   | Армавир                  | АГПУ     |
| 2021    | Сборная Пермского края           | Пермь                    |          |
| 2021    | Неудержимый Джо                  | Москва                   |          |
| 2022    | Доктор Хаусс                     | Могилёв                  |          |
| 2022    | Имени меня                       | Королёв                  |          |
| 2023    | Флэш-Рояль                       | Ростов-на-Дону           | РостГМУ  |
| 2024    | Юрикен                           | Владикавказ              | СОГУ     |

## Ведущие
Обычным шрифтом написаны ведущие, которые проводили по 1-2 игре в 1961—1962 годах. Жирным шрифтом выделены основные ведущие. Подчёркнутым шрифтом выделены ведущие, которые некоторое время были основными. Курсивом выделены ведущие, замещавшие Александра Маслякова в 2022—2023 годах.
- Наталья Фатеева (1961)
- Элем Климов † (1961)
- Александр Белявский † (1961)
- Олег Даль † (1961)
- Наталья Защипина (1961)
- Валентина Леонтьева † (1962)
- Ева Синельникова † (1962)[12]
- Олег Борисов † (1962)
- Ада Роговцева (1962)
- Светлана Дружинина (1962)
- Михаил Державин † (1962)
- Альберт Аксельрод † (1963—1964)
- Светлана Жильцова (1963—1972)
- Александр Масляков † (1964—1972; 1986—2022)
- Дмитрий Нагиев (2022)
- Дмитрий Хрусталёв (с 2022)
- Вадим Галыгин (2022, 2023)
- Валдис Пельш (2022, 2023)
- Михаил Галустян (2022)
- Александр Олешко (2023)
- Тимур Батрутдинов (2023)
- Игорь Верник (2023)

## Правила игры
В КВН играют командами, в которых может быть разное количество участников. Возможны и монокоманды, сценический состав которых состоит из одного человека (пример такой команды — «Красная фурия» из Ярославля, полуфиналист Премьер-Лиги 2018). У каждой команды должен быть капитан. Капитан (или его представитель) также должен представлять свою команду на конкурсе капитанов, если его включили в программу игры. У каждой команды есть своя форма одежды. Костюмы внутри одной команды могут быть одинаковыми, выдержанными в одном стиле, или персональными, неповторимыми для каждого члена команды.
Игра должна быть поделена на отдельные конкурсы. Обычно каждому конкурсу даётся, помимо номинального («разминка», «музыкальный конкурс»), оригинальное название, задающее тему всему выступлению. Сама игра тоже получает оригинальное название, определяющее общую тему игры. Каждый конкурс должно оценивать жюри во главе со своим председателем.

### Конкурсы
Приветствие (Визитная карточка)Этот конкурс обычно играется в начале состязания, в нём участники представляют себя и свою команду. Приветствие состоит, в основном, из текстовых шуток и миниатюр. Классическое приветствие — это «линейка» (5—8 человек на авансцене) и одинаковые костюмы.
РазминкаКонкурс, в котором команды за тридцать секунд должны придумать смешной ответ на вопросы, которые задаются другими командами, залом, жюри и/или ведущим.
СитуацияРазновидность разминки. Конкурс, который представляет набор импровизационных сцен с использованием соответствующих реквизитов и некоторых членов жюри.
СТЭМ (Студенческий театр эстрадной миниатюры)Короткий конкурс, который был придуман в 1995 году. Обычно представляется как сцена на одну тему. Основной принцип конкурса — на сцене должно быть одновременно не более трёх КВНщиков. Иногда данный принцип нарушается, либо участниками, которые находятся на сцене, изображая что-либо или демонстрируя плакаты или разные предметы; либо участниками, которые появляются на сцене в качестве дополнительных персонажей. Иногда дополнительные персонажи появляются на сцене ради шутки над данным правилом.
- СТЭМ со звездой: С 2011 года в Высшей лиге КВН появилась разновидность СТЭМа, под названием «СТЭМ со звездой». Главное условие конкурса: задействование в нём известной личности.

| Год  | Звёзды, принимавшие участие в конкурсе |
| ---- | --- |
| 2011 | Дмитрий Губерниев, Дана Борисова, Юлия Ковальчук, Николай Басков Дмитрий Нагиев, Ксения Собчак, Сергей Глушко, Сергей Жуков                                                                                     |
| 2012 | Вера Брежнева, Тина Канделаки, Лера Кудрявцева, Лариса Гузеева Анфиса Чехова, Кай Метов, Эдгард Запашный, Никита Джигурда                                                                                       |
| 2013 | Юрий Николаев, Андрей Свиридов, Александр Масляков — младший, Виктор Рыбин, Игорь Касилов и Сергей Чванов (Новые русские бабки) Борис Бурда, Станислав Костюшкин, Олег Газманов, Михаил Задорнов, Лариса Долина |
| 2014 | Отар Кушанашвили, Андрей Малахов, Александр Ревва, Александр Олешко Сергей Дроботенко, Елена Яковлева, Николай Дроздов, Валерий Сюткин, Леонид Слуцкий                                                          |

БРИЗ (Бюро рационализации и изобретений)Короткий литературный конкурс, в котором командам нужно представить какое-то изобретение или явление.
Музыкальный конкурсКонкурс, в котором внимание уделяется музыкальным номерам — песням, танцам или игре на инструментах. В 1995 году был придуман Конкурс одной песни (КОП), в котором можно использовать только одну мелодию, а в 2003 году — Музыкальный финал или Конкурс финальной песни, в нём командам нужно написать красивую и смешную финальную песню.
БиатлонКонкурс, придуманный в белорусском КВНе. Участники команд «стреляют» шутками, а жюри после каждого круга снимает с дистанции менее понравившуюся команду. Победитель получает 1 балл, а в случае ничьей — 0,9 баллов каждому из финалистов конкурса. Разновидности конкурса: «триатлон», сочетающий в себе биатлон и разминку; «музыкальный биатлон»: вместо текстовых шуток придумываются переделки песен (т. н. «карапули»).
Конкурс новостейПохож на БРИЗ, но выглядит как шуточный выпуск новостей. Как и в «разминке», и на «биатлоне», на сцене в этом конкурсе стоят все играющие команды.
Домашнее заданиеДлинный конкурс, играется в конце состязания. В отсутствие «Музыкалки» играется иногда как «Музыкальное домашнее задание».
ФристайлСвободный конкурс, в котором командам разрешается играть в любом стиле и показывать любые номера. Конкурс был придуман в 2003 году.
КиноконкурсКонкурс, в котором нужно снять клип или озвучить известный фильм.
Капитанский конкурсИндивидуальный конкурс для капитанов соревнующихся команд. В конкурсе не обязан принимать участие капитан команды, иногда вместо него выступает фронтмен или другой актёр команды.
Помимо этих конкурсов, есть и другие, которые играются гораздо реже, или не играются больше. Среди них — конкурсы «Добро пожаловаться», «5 шуток про…», «Выездной конкурс», «Мастер-класс» и другие.

## Лиги КВН
Лиги КВН делятся на официальные — «АМиКовские», и неофициальные, которые работают независимо от организации АМиК. У каждой лиги своя схема, свои правила, редакторы, ведущие, директора и члены жюри. Разница между официальными лигами и независимыми состоит в том, что официальные работают под эгидой АМиК, а команды, играющие в них, имеют возможность защитить свой материал, и только через эти лиги, за редким исключением, можно попасть в Премьер-лигу и в Высшую лигу. Редакторы официальных лиг назначаются Александром Масляковым и руководством АМиК, которое также принимает решения насчёт статусов лиг. Набор в официальные лиги осуществляется по результатам фестиваля «КиВиН», который проходит ежегодно в январе в городе Сочи.
Лиги делятся на четыре категории:
- Телевизионные: речь идёт о лигах, которые создаются как телепередачи или подготавливают команды для работы на телевизионном уровне. Высшая лига транслируется по «Первому каналу»; Премьер-лига — вторая по статусу, была телепередачей «Первого канала» до сезона 2020, а ныне работает в качестве подготовительной к Высшей лиге; Первая лига является третьей по значимости, и её игры транслируются по местному телевидению, а также выкладываются на YouTube либо самим «АМиК», либо местными организаторами; Международная лига проводит свои игры в Минске, их транслируют по каналам «СТВ» или «РТР-Беларусь». Списки участников этих лиг формируются из команд, прошедших на сочинском фестивале во второй просмотровый тур. На сочинском фестивале команды Высшей лиги и финалисты Премьер-лиги имеют право пропустить первый тур. Команды Первой и Международной лиг имеют право показывать на фестивале выступления хронометражем в 4.30 минуты, а чемпионы этих лиг могут выступать в любой удобный им момент, заранее предупредив организаторов.
- Центральные: являются главной подготовительной площадкой для будущих участников телевизионных лиг. В центральных лигах имеют право играть команды, получившие на фестивале «КиВиН» статусы «второй тур» и «повышенный рейтинг», а также команды в количестве 20 % от общего числа участников сезона лиги (в том числе, не приехавшие на фестиваль) по усмотрению редакторов. Команда не может играть параллельно в двух центральных лигах, но может играть параллельно в центральной и официальной лигах. Также, в центральных лигах могут участвовать команды, выбывшие из телевизионных лиг, но вступать в сезон они могут не позднее четвертьфинального этапа. Команды центральных лиг имеют право показывать на фестивале выступления хронометражём в 4.30 минуты, а чемпионы могут выступать в любой удобный им момент, заранее предупредив организаторов.
- Официальные: до 2019 года делились на «межрегиональные» и «региональные» (с 2013-го по 2018-й), но теперь объединены в одну категорию. Главная задача этих лиг — развитие КВН в своих регионах. В официальных лигах имеют право играть команды из соответствующего региона, участвовавшие в фестивале в Сочи и не получившие никакого статуса, либо вовсе не участвовавшие в фестивале, а также команды из других регионов в количестве не превышающем 30 % от общего числа участников лиги. Команда может играть параллельно в двух официальных лигах. Также, в них могут участвовать команды, выбывшие из центральных лиг, но вступать в сезон они могут не позднее четвертьфинального этапа. Команды официальных лиг ограничены на фестивале хронометражём в 3.30 минуты. Команды, не игравшие в официальных лигах ограничены хронометражём в 3 минуты.
- Особого статуса: особый статус присвоен двум лигам — телевизионной всероссийской Юниор-лиге (лига детского КВН) и лиге для людей с ограниченными возможностями «СВОЯ лига» (Тихвин).

### Официальные лиги МС КВН (ТТО «АМиК») на 2025 год
Список телевизионных лиг:
1. Высшая лига — Москва
2. Премьер-лига — Москва
3. Первая лига — Пермь
4. Международная лига — Минск

Список центральных лиг:
1. Лига «Азия» — Красноярск
2. Лига «Алания» — Владикавказ
3. Лига Москвы и Подмосковья — Москва
4. Лига «Нева» — Санкт-Петербург
5. Новая лига — Донецк
6. Лига «Поволжье» — Альметьевск
7. Лига «Самара» — Самара
8. Тихоокеанская лига — Хабаровск
9. Лига «Тремпель» — Белгород
10. Уральская лига — Челябинск
11. Юго-Западная лига — Курск

Список официальных лиг:
1. Арктическая лига «РеАЛ» — Салехард
2. Лига «Армавир» — Армавир
3. Архангельская лига — Архангельск
4. Барнаульская лига — Барнаул
5. Bas LIGA — Алматы
6. Лига КВН Большого университета Томска — Томск
7. Брюховецкая лига — Брюховецкая
8. Брянская лига — Брянск
9. Лига «Верхневолжье» — Тверь
10. Волжская лига — Волжский
11. Вологодская лига — Вологда
12. Воронежская лига — Воронеж
13. Лига «Вятка» — Киров
14. Лига «Грузия» — Тбилиси
15. Дальневосточная лига — Южно-Сахалинск (экспериментальная телевизионная лига)
16. Лига «Донбасс» — Луганск
17. Донская лига — Ростов-на-Дону
18. Лига «Екб» — Екатеринбург
19. Лига «Енисей» — Красноярск
20. Забайкальская лига — Чита
21. Лига «Запад России» — Калининград
22. Запорожская лига — Мелитополь
23. Лига «ЗАПСИБ» — Тюмень
24. Лига «Иртыш» — Павлодар
25. Лига «КАВКАЗ» — Ставрополь
26. Лига «Камчатка» — Петропавловск-Камчатский
27. Лига «КВН на Волге» — Энгельс
28. Лига «КВН по-Смоленски» — Смоленск
29. Лига «КВН.БЕЛ» — Гомель
30. Крымская лига — Симферополь
31. Лига «Кузбасс» — Кемерово
32. Молодёжная лига юга Республики Башкортостан — Стерлитамак
33. Московская студенческая лига («Молодёжь Москвы»)[16] — Москва
34. Мурманская лига — Мурманск
35. Лига «Нижний Новгород» — Нижний Новгород
36. Лига «ОГУ-57» — Орёл
37. Оренбургская лига — Оренбург
38. Оружейная лига — Тула
39. Лига «Открытая Уралка» — Челябинск
40. Пермская лига — Пермь
41. Подмосковная лига[17] — Королёв
42. Приморская лига — Владивосток
43. Лига «Республика» — Казань
44. Рязанская лига — Рязань
45. Лига «Санкт-Петербург» — Санкт-Петербург
46. Севастопольская лига — Севастополь
47. Северная лига — Ханты-Мансийск
48. Лига «Сибирь» — Новосибирск
49. Лига «Сибирь-НЭКСТ» — Новосибирск
50. Лига «Столица» — Чебоксары
51. Лига «СУРА» — Пенза
52. Тольяттинская лига — Тольятти
53. Лига «Третья столица» — Омск
54. Университетская лига — Липецк
55. Лига «Уфа» — Уфа
56. Херсонская лига — Херсон
57. Южная лига — Майкоп
58. Ярославская лига — Ярославль

Список лиг особого статуса:
1. «Своя лига» (ВОИ) — Тихвин
2. Юниор-лига («Детский КВН») — Анапа

### Высшая лига
Высшая лига возрождённого КВН существует с 1986 года, когда КВН вновь появился на телевидении. До 1993 года эта лига была единственная из официальных, а в 1993 году появилась Первая лига, чемпион которой получал автоматическую путёвку в Высшую лигу следующего сезона. Таким образом, уровень Высшей лиги начал расти из года в год, и большинство команд попадало туда, уже поиграв в Первой лиге. Позже, в 1999 году, появились другие официальные лиги КВН, и в Высшую стали попадать команды с опытом игр в разных официальных лигах ТТО АМиК. Количество участников Высшей лиги возросло с 6 до 12, а позже — и до 15 команд в сезон. Начиная с 2011 года в лигу набираются ежегодно 20 команд. Сейчас Высшая лига состоит из четырёх игр 1/8-й финала, трёх четвертьфиналов, двух полуфиналов и финала. В разные времена проводились эксперименты с утешительными играми и двойными полуфиналами. Чемпион Высшей лиги считается чемпионом всего клуба и получает право играть на Летнем кубке КВН. Ведущим лиги является Александр Васильевич Масляков, в жюри сидят известные люди, в основном, телеведущие Первого канала и известные актёры.
С 1986 по 2020 годы в Высшей лиге сыграло 245 команд КВН.

### Премьер-лига
Премьер-лига была открыта в 2003 году и стала второй телевизионной лигой Первого канала, после Высшей. В премьер-лиге играют более молодые команды КВН, в основном, чемпионы и финалисты разных официальных лиг. В 2004 году было решено, что чемпион Первой лиги также будет автоматически попадать в Премьер-лигу (и только в особых случаях в Высшую). До 2009 года в «Премьерку» попадали и команды, проигравшие в 1/8 финала Высшей лиги. Схема сезона Премьер-лиги меняется из сезона в сезон: три раза сезон начинался с фестиваля лиги (который функционирует как отборочная игра), остальные сезоны начинаются с трёх или четырёх игр 1/8-й финала, затем — два или три четвертьфинала, два полуфинала и финал.
Начиная с 2005 года большинство команд Высшей лиги является командами-выпускниками Премьер-лиги. Ведёт Премьер-лигу Александр Масляков-младший, а в жюри сидят известные КВНщики.
Сезон 2020 года был последним сезоном Премьер-лиги на Первом канале.
Чемпионы Премьер-лиги:
| Год  | Город                      | Вуз               | Название                             |
| ---- | -------------------------- | ----------------- | ------------------------------------ |
| 2003 | Саранск Красноярск         | КГУ               | «Регион-13» «Левый берег»            |
| 2004 | Томск Москва               | ТГУ РГТЭУ         | «МаксимуМ» «Мегаполис»               |
| 2005 | Томск                      | ТГУ               | «МаксимуМ»                           |
| 2006 | Москва                     | МИЭМП             | «Станция Спортивная»                 |
| 2007 | Самара                     |                   | «СОК»                                |
| 2008 | Смоленск Омск              | СФ МЭИ ОмГТУ      | «Триод и Диод» «Полиграф Полиграфыч» |
| 2009 | Москва                     | МГИМО             | «Парапапарам»                        |
| 2010 | Минск                      | БГУ — БГУИР       | «Минское море»                       |
| 2011 | Иркутск                    | ИГУ               | ИГУ                                  |
| 2012 | Долгопрудный               | МФТИ              | «Сборная Физтеха»                    |
| 2013 | Саратов Москва — Волгоград | МФЮА              | «Саратов» Сборная МФЮА               |
| 2014 | Тбилиси                    |                   | Сборная Грузии                       |
| 2015 | Улан-Удэ                   |                   | «Хара Морин»                         |
| 2016 | Брюховецкая                |                   | НАТЕ                                 |
| 2017 | Челябинск                  |                   | «Театр уральского зрителя»           |
| 2018 | Липецк                     |                   | «Громокошки»                         |
| 2019 | Иркутск — Улан-Удэ         |                   | «Буряты»                             |
| 2020 | Нижний Новгород            |                   | «Вологодские росы»                   |
| 2021 | Ставрополь                 |                   | «Те самые»                           |
| 2022 | Владикавказ                |                   | «Юрикен»                             |
| 2023 | Альметьевск                |                   | «Каракуз»                            |
| 2024 | Нижний Новгород Москва     | РЭУ им. Плеханова | «Партия» «Москвичи»                  |

### Детская лига
Всероссийская Юниор-Лига КВН, в которых играют дети до 16 лет, существует с 2001 года. С 2005 года — это официальная лига международного союза КВН.
С 2017 года игры лиги транслируют на телевидении под названием «Детский КВН». В 2017 году игры лиги выходили на канале «Карусель», с 2019 по 2020 год — на СТС, с 2021 по 2022 год — на Первом канале, с 2023 года — на телеканале «Солнце». Главным членом жюри телевизионных игр с 2017 года и до своей смерти был бессменный руководитель киножурнала «Ералаш» Борис Грачевский.
Ведущими первого телевизионного сезона стали внучка Александра Маслякова Таисия и капитан команды «Лас-Вегас» Алексей Королёв. Сезоны на СТС вели Ева Смирнова и капитан команды «Утомлённые солнцем» Михаил Галустян. С 2021 года ведущей снова стала Таисия Маслякова, но на этот раз в паре с капитаном команды «МегА» Степаном Лукиным.

## Анализ содержания выпусков КВН на наличие политической цензуры
Признание КВН политическим инструментом Центром стратегических коммуникаций НАТО StratCom стало поводом для проведения контент-анализа выпусков КВН. По результатам контент-анализа политического юмора в четырёх выпусках КВН с 23 октября по 27 ноября 2016 г. разных форматов, одного — при участии президента РФ, были сделаны следующие выводы:
1. Формат и место проведения игры влияет на характер содержания политических шуток
2. Шутки, содержащие темы внешней политики, конструируют позитивный имидж государства и превосходство России на международной арене, даже если ситуация отличается от реальности
3. В выпуске к юбилею КВН, на котором присутствовал президент РФ Путин, политический юмор не содержит части актуальных тем, произошедших ранее и обсуждаемых в интернете (Выборы в Государственную думу (2016), коррупционные скандалы, увольнение П. А. Астахова, призывы к запрету абортов)
4. Шутки с этническими темами содержат стереотипы, также в шутках присутствуют гендерные стереотипы
5. Шутки на тему внутренней политики содержат политическую корректность, в них, как правило, нет конкретных персонажей, исключение — Виталий Мутко и Алексей Кудрин
6. Негативную оценку в политическом юморе получили: ЕС, США, Барак Обама, Хиллари Клинтон, Ангела Меркель, Михаил Саакашвили, политическое руководство Украины, Запад, Виталий Мутко, Алексей Кудрин, строители «Зенит-Арены», полицейские
7. Позитивную оценку получил президент РФ Путин, только у него имеется героический и мифологический образ
8. Позитивную оценку также получили Дональд Трамп, Рамзан Кадыров, Александр Лукашенко, байкер «Хирург»
9. Главные стереотипы политического юмора: США и Запад недружественны России, американские политики нарушают международное право, коррупция в России неискоренима, решить проблему может только Путин
10. Скрытые идеи политического юмора: без России и Путина нельзя решить международные проблемы; антироссийские санкции России не мешают; если в Европе кризис мигрантов, то у России все хорошо; чиновники и депутаты не должны отгораживаться от народа; за развитие регионов должно быть не стыдно президенту; на выборах у Единой России — преимущество.

По результатам контент-анализа выявлено, что политический юмор в «КВН» беспрекословно содержит политическую цензуру государственной пропаганды на федеральном телевидении. Бывший лидер команды КВН «СОК», а также экс-редактор Высшей лиги КВН в 2017 году в интервью Youtube-каналу Wanna Banana рассказал о наличии цензуры как на этапе создания игр, так и при монтаже эфира программ. Он рассказал о том, что Первый канал может единолично вырезать моменты из передачи. Резонансным стал случай того, как в 2011 году Первый канал вырезал из эфира КВН пародию на танец Медведева.

## Александр Масляков и компания
Телекомпания была создана в 1990 году как творческое объединение, объединившее часть молодых сотрудников Молодёжной редакции программ ЦТ вокруг Александра Маслякова, который являлся президентом творческого объединения и самого КВН.
Программы:
- КВН. Высшая лига (Голосящий КиВиН, Летний кубок КВН) (1990—настоящее время)
- Первая лига КВН (1993—настоящее время)
- КВН-ассорти (1994—1999)
- Дом с привидениями (1999)
- Высшая украинская лига КВН (1999—2013)
- Планета КВН (1999—2002)
- КВН. 40 лет шутя (2001—2002)
- КВН. Премьер лига (2003—2020)
- Вне игры (2005—2008)
- Смех в большом городе (2010—2011)
- КВН. 50 виртуальных игр (2011)
- КВН на Бис! (2012)
- Без башни (2012)
- Семья 3D (2014)
- Чувство юмора (2014)
- Детский КВН (с 2017)
- КВН Best (2021)
- Между нами шоу (2021)
- Суперлига (2021)
- КВН ярЧЕ! (2023)
- Лига городов (2023—настоящее время)

## Спорные ситуации вокруг компании «АМиК»

### Авторские права
Несмотря на то, что соавторами КВН в 1961 году были Альберт Аксельрод, Михаил Яковлев и Сергей Муратов, с января 1998 года по 2010 год Масляков-старший зарегистрировал 5 товарных знаков, связанных с КВН. В 2017 году бизнес-партнёр Маслякова Дмитрий Иванов сумел получить у вдовы Сергея Муратова Марины Топаз исключительные права на сценарии программы и книгу «Клуб весёлых и находчивых». После чего Масляков-младший разорвал сотрудничество с Ивановым и связанными с ним компаниями «Группа 7» и «Орион». В последующем к Иванову и его компаниям появились претензии от налоговой и ФАС. В итоге суд подтвердил за Масляковыми товарные знаки «КВН», «Планета КВН», The International Union КВН, «КВН Клуб веселых и находчивых», «Международный союз КВН» и Planet KVN.

### Передача муниципального кинотеатра «Гавана»

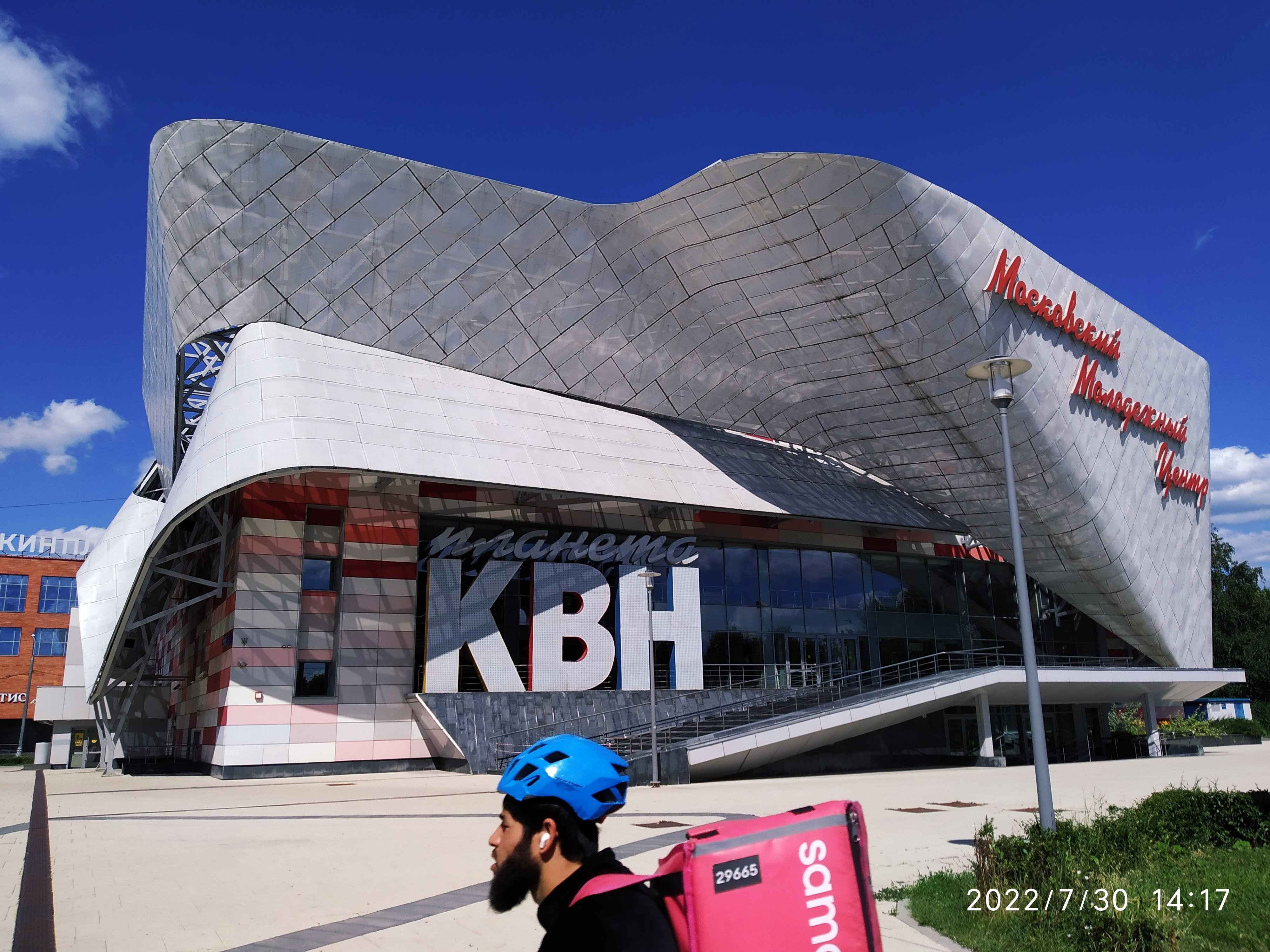
Планета КВН, бывший кинотеатр «Гавана»

В 2011 году Владимир Путин передал кинотеатр «Гавана» государственному унитарному предприятию города Москвы «Московский молодёжный центр „Планета КВН“». Директором ГУПа был назначен Александр Васильевич Масляков. 6 ноября 2014 года между ГУП «Планета КВН» и ТТО «АМиК» было заключено соглашение, по которому создается совместное предприятие, в которое «АМиК» вносит торговый знак «Международный союз КВН» (оценён в 1,45 млрд руб), а ГУП вносит здание (оценён в 1,4 млрд руб). Таким образом здание ушло из муниципальной собственности.

## Карьера после КВН
После окончания карьеры в КВН многие участники становятся известными людьми. Большинство КВНщиков добивается успеха в знакомой сфере шоу-бизнеса и производства юмористической аудиовизуальной продукции. Многие актёры, ведущие, сценаристы, режиссёры и продюсеры юмористических передач, комедийных фильмов и телесериалов в молодости играли в КВН.
Ряд команд после завершения карьеры в КВН, сохранив сложившийся коллектив авторов и актёров, реализовывал популярные юмористические проекты. Команда «Новые армяне» создала в России высокорейтинговую юмористическую телепередачу «Comedy Club». На Украине подобного успеха добился коллектив команды «95-й квартал», выпускающий передачу «Вечерний квартал»; также высокой популярностью пользовались проекты «Одесских джентльменов» («Джентльмен-шоу»), «Уральских пельменей» («Шоу „Уральские пельмени“»), «Дизеля» («Дизель-шоу»), «Варьяты» («Варьяты-шоу»), Сборная КПИ («Мамахохотала»), «Союза» («Студия „Союз“»). Сейчас-же некоторые команды КВН создают собственные проекты в интернете: «Плюшки» («Плюшки-шоу» и другое), «Флэш-Рояль» (студия «Flash Royal Production»), «Юрикен» (веб-сериал «ЖОЗЭ») и др.
В КВН в молодости в качестве актёров и авторов участвовало немало известных персон, дальнейшая карьера которых в основном не была связана с юмором: в частности, ряд музыкантов и вокалистов (например, Эрнест Штейнберг, Алексей Кортнев, Эльчин Азизов, Пелагея, Пётр Елфимов и другие), белорусский врач, культуролог и публицист Яков Басин, известный игрок в «Что? Где? Когда?» Борис Бурда, российский политик Владимир Семаго, народный артист России Александр Филиппенко, ведущий лотереи «Русское лото» Михаил Борисов и другие. Известный КВНщик, капитан команды «95-й квартал» Владимир Зеленский в 2019 году был избран президентом Украины.

## Телеканал «КВН ТВ»
1 июня 2016 года было запущено вещание телеканала «КВН ТВ», созданный творческим объединением «Александр Масляков и компания» (АМИК) в партнёрстве с холдингом «Газпром-медиа». Эфирное наполнение телеканала состоит из показов игр Высшей и Премьер-лиги КВН, фестивалей в Юрмале и Сочи, программ о КВН, репортажей с мероприятий клуба, программ с участием звёзд КВН и российского шоу-бизнеса. О создании телеканала стало известно в начале апреля 2016 года.

## Похожие шоу в мире
За довольно долгий период существования КВН у этой игры по всему миру в разных странах появилось множество похожих телевизионных передач и клонов, в которых соревнуются юмористические коллективы, а их выступления оценивает компетентное жюри.

### Россия
Осенью 2021 года телеканал ТНТ запустил шоу «Игра». В рамках шоу соревнуются команды как «опытных», так и «начинающих» юмористов. Костяк «опытных» составляют бывшие игроки в КВН. Многие СМИ рассматривают это шоу как «убийцу КВН».
Той же осенью телеканал СТС запустил шоу «Суперлига» производства того же «АМиК». В нём сражаются как имеющиеся на тот момент команды КВН, так и новые команды кавээнщиков, собранные специально для шоу. В отличие от КВН, баллы команд распределяются после голосования зрителей в зале в процентном соотношении. является частичным аналогом «Лиги смеха».

### Украина
С 2007 по 2013 год на телеканале К1 транслировалась программа «Бойцовский клуб» производства студии «Квартал 95». Ведущими были участники команды «95-й квартал» Степан Казанин и Денис Манжосов.
«Лига смеха» — юмористическое шоу («Чемпионат Украины по юмору»), транслирующееся на украинском телеканале 1+1. Проект был создан 28 февраля 2015 года украинской студией «Квартал 95». Во многом прообразом Лиги Смеха послужил КВН. Основным отличием «Лиги смеха» от КВН является система судейства (в «Лиге смеха» члены жюри встают, а не поднимают таблички с оценками) и каждый член жюри предстает в роли тренера команды и принимает активное участие с командами в выступлениях. До 2022 года игры проходили на украинском и русском языках. Позднее – преимущественно на украинском языке.

### Армения
Лига Юмора («Հումորի լիգա») — юмористическое шоу, которое выходит на армянском телеканале Шант. Шоу создано в 2018 году компанией Funny Men Production, представляет собой юмористические соревнования между командами. Является симбиозом КВНа и украинского юмористического шоу Лига Смеха. Система судейства в проекте аналогична судейству в Лиге Смеха. Единственное отличие Лиги Юмора от Лиги Смеха — тренеры принимают участие в выступлениях с командами только в финальных играх. В этапах, предшествующих финалу, команды выступают в КВН-овском режиме без тренеров, но их выступления оцениваются в формате Лиги Смеха. Игры проходят на армянском языке.

### Казахстан
На казахстанском телевидении выходит сразу две аналогичные передачи «КТА» («Көңілді тапқырлар алаңы», что дословно переводится «Клуб веселых и находчивых»), и «Жайдарман» (7-й канал, с 2005 года.) Правила и формат игр идентичны правилам КВН. Игры проходят на казахском языке.

### Грузия
На грузинском телевидении долгое время выходило шоу «მან სან კანი» (Ман Сан Кани), что расшифровывается как «მხიარულთა და საზრიანთა კლუბი» и дословно переводится как «Клуб веселых и находчивых». Формат и правила игры идентичны правилам КВН. Игры проходят на грузинском языке. В 2018 году передача закрыта.

### Индия
Программа Comedy Premium League (CPL) выходит на местном телевидении индийского штата Карнатака с 2021 года. В ней соревнуются юмористические команды, показывая юмористические театральные постановки и пародийные скетчи на известные всем фрагменты из болливудских фильмов. Выступления команд оценивает компетентное жюри, состоящее из актёров Болливуда. Игры проходят на местном языке штата.